# Nati nel 1587
| Questa pagina contiene informazioni ricavate automaticamente dalle voci biografiche con l'ausilio del template Bio e di un bot. L'aggiornamento è periodico e automatico e ricostruisce completamente la pagina. Se manca una persona in questa lista, sei pregato di non aggiungerla, ma accertati piuttosto che la sua voce biografica contenga il template Bio e che i dati anagrafici siano correttamente compilati. Se il template Bio manca, inseriscilo tu stesso o, in alternativa, metti l'avviso {{tmp\|Bio}} che ne segnala la mancanza. Se i dati riportati sono sbagliati, correggi direttamente la voce biografica; le modifiche saranno visibili in questa lista entro pochi giorni. Per chiarimenti vedi il progetto biografie. La lista contiene solo le 72 persone che sono citate nell'enciclopedia e per le quali è stato implementato correttamente il template Bio. Pagina aggiornata al 10 giu 2025. |

## Gennaio(4)
- 5 gennaio - Xu Xiake, esploratore cinese († 1641)
- 6 gennaio - Gaspar de Guzmán y Pimentel, politico spagnolo († 1645)
- 8 gennaio - Jan Pieterszoon Coen, politico e generale olandese († 1629)
- 8 gennaio - Johannes Fabricius, medico, astrologo e astronomo tedesco († 1616)

## Febbraio(2)
- 3 febbraio - Dorotea Edvige di Brunswick-Wolfenbüttel, principessa († 1609)
- 15 febbraio - Bartolomeo Cavarozzi, pittore italiano († 1625)

## Marzo(3)
- 6 marzo - Domenico Panaroli, medico e botanico italiano († 1657)
- 6 marzo - Carlo Strozzi, storico e politico italiano († 1670)
- 25 marzo - Giuseppe degli Aromatari, medico, letterato e botanico italiano († 1660)

## Aprile(5)
- 2 aprile - Virginia Centurione Bracelli, religiosa italiana († 1651)
- 17 aprile - Giovanni Angelo d'Altemps, II duca di Gallese, nobile e letterato italiano († 1620)
- 26 aprile - Ferdinando Gonzaga, nobile e collezionista d'arte italiano († 1626)
- 29 aprile - Sofia di Sassonia, principessa sassone († 1635)
- 30 aprile - Eleonora di Borbone-Condé, principessa francese († 1619)

## Maggio(4)
- 6 maggio - Josse De Rycke, filologo e poeta fiammingo († 1627)
- 8 maggio - Vittorio Amedeo I di Savoia, nobile italiano († 1637)
- 17 maggio - Esaias van de Velde, pittore e incisore olandese († 1630)
- 26 maggio - Susan de Vere, nobildonna inglese († 1629)

## Giugno(1)
- 5 giugno - Robert Rich, II conte di Warwick, militare e ammiraglio inglese († 1658)

## Luglio(2)
- 4 luglio - Maddalena di Baviera, nobile tedesca († 1628)
- 22 luglio - Apolinario de Almeida, arcivescovo cattolico e missionario portoghese († 1638)

## Agosto(4)
- 16 agosto - Khusrau Mirza, principe indiano († 1622)
- 18 agosto - Virginia Dare, inglese
- 23 agosto - Giovanni Federico del Palatinato-Sulzbach-Hilpoltstein, nobile tedesco († 1644)
- 29 agosto - Tommaso Orsolino, scultore italiano († 1675)

## Settembre(6)
- 3 settembre - Libert Froidmont, teologo e scienziato belga († 1653)
- 3 settembre - Giuliana di Nassau-Dillenburg, nobildonna tedesca († 1643)
- 7 settembre - Albertino Barisoni, vescovo cattolico e letterato italiano († 1667)
- 7 settembre - Fabrizio Bartoletti, anatomista e filosofo italiano († 1630)
- 13 settembre - Iacobus Gothofredus, giurista e politico svizzero († 1652)
- 18 settembre - Francesca Caccini, compositrice, clavicembalista e soprano italiana († 1641)

## Ottobre(4)
- 8 ottobre - Thomas Howard, I conte di Berkshire, nobile e politico inglese († 1669)
- 11 ottobre - Valeriano Magni, religioso, diplomatico e filosofo italiano († 1661)
- 17 ottobre - Nathan Field, attore teatrale e drammaturgo inglese († 1620)
- 18 ottobre - Filippo d'Arenberg, nobile belga († 1640)

## Novembre(4)
- 3 novembre - Samuel Scheidt, compositore e organista tedesco († 1654)
- 17 novembre - Louis De Geer, imprenditore belga († 1652)
- 17 novembre - Charles Lalemant, gesuita francese († 1674)
- 17 novembre - Joost van den Vondel, poeta e drammaturgo olandese († 1679)

## Dicembre(4)
- 17 dicembre - Giulio Cesare Sacchetti, cardinale e vescovo cattolico italiano († 1663)
- 19 dicembre - Dorotea Sofia di Sassonia-Altenburg, religiosa tedesca († 1645)
- 30 dicembre - Gómez Suárez de Figueroa y Córdoba, generale e diplomatico spagnolo († 1634)
- 30 dicembre - Simone VII di Lippe-Detmold, nobile tedesco († 1627)

## Senza giorno specificato(29)
- Alexander Adriaenssen, pittore fiammingo († 1661)
- Silvestro Aldobrandini, cardinale italiano († 1612)
- Francesco Allegrini, pittore italiano († 1663)
- Francesco Antonio Arpaja, italiano († 1648)
- Anders Arrebo, teologo danese († 1637)
- Marin Boucher, operaio francese († 1671)
- Robert Carr, I conte di Somerset, nobile britannico († 1645)
- Annet de Clermont-Gessant, militare francese († 1660)
- Johann Baptist Cysat, gesuita, astronomo e matematico svizzero († 1657)
- Antonio d'Aragona Moncada, nobile e diplomatico italiano († 1631)
- Thomas Edge, esploratore e mercante inglese († 1624)
- Robert Giffard, chirurgo francese († 1668)
- Jean Le Clerc, pittore e incisore francese († 1633)
- Gabriel Magdelenet, poeta francese († 1661)
- Fabio Mangone, architetto italiano († 1629)
- Gian Giacomo Mora, italiano († 1630)
- Guido Nolfi, giurista e mecenate italiano († 1627)
- Giovanni Giacomo Panciroli, cardinale italiano († 1651)
- Endymion Porter, politico britannico († 1649)
- John Preston, teologo e predicatore inglese († 1628)
- Johan Rode, medico e umanista danese († 1659)
- Martin Ryckaert, pittore fiammingo († 1632)
- Giovanni Paolo Savio, vescovo cattolico italiano († 1650)
- Joris van Schooten, pittore olandese († 1651)
- Tiberio Tinelli, pittore italiano († 1639)
- William Feilding, I conte di Denbigh, politico e ufficiale inglese († 1643)
- Thomas Young, teologo scozzese († 1655)
- Isaac de Razilly, navigatore francese († 1635)
- Şehzade Mahmud, principe ottomano († 1603)